# Lotte de Beer
Lotte de Beer (* 11. August 1981 in Eindhoven) ist eine niederländische Opernregisseurin. Seit September 2022 ist sie Direktorin und künstlerische Geschäftsführerin der Wiener Volksoper.

## Leben
Lotte de Beer begann ihre Ausbildung in Maastricht, wo sie Klavier und Gesang und später Schauspiel studierte. An der Amsterdamse Hogeschool voor de Kunsten, der Hochschule der Künste in Amsterdam, studierte sie Regie, das Studium schloss sie 2009 ab.
Nach dem Studium wurde sie von Peter Konwitschny für mehrere Produktionen im deutschsprachigen Raum engagiert. An der Oper Leipzig gab sie mit Clara S. von Nicoleta Chatzopoulou ihr Debüt und inszenierte unter anderem Janaceks Das schlaue Füchslein. Gemeinsam mit Steven Sloane gründete sie 2010 die Amsterdamer Compagnie Operafront, deren künstlerische Leitung sie übernahm.
An der Wiener Kammeroper inszenierte sie 2013 La Bohème und 2016 La Traviata, am Theater an der Wien 2014 Les pêcheurs de perles, 2019 Tschaikowskis Die Jungfrau von Orléans und 2022 Jenůfa von Leoš Janáček. Für Les pêcheurs de perles am Theater an der Wien wurde sie für den Österreichischen Musiktheaterpreis 2016 für die beste Regie nominiert. Bei den Bregenzer Festspielen setzte sie 2017 Moses in Ägypten in Szene, 2023 inszenierte sie dort Verdis Ernani.
Als Regisseurin war sie außerdem an der Bayerischen Staatsoper in München tätig und inszenierte beispielsweise Humperdincks Hänsel und Gretel an der Nationale Opera en Ballet in Amsterdam, Boulevard Solitude am Det Kongelige Teater in Kopenhagen, Così fan tutte am Staatstheater Braunschweig, Die arabische Prinzessin sowie Lulu an der Oper Leipzig, Carmen am Aalto-Theater Essen und Der fliegende Holländer am Musiktheater Malmö sowie Händels Alcina an der Deutschen Oper am Rhein sowie Didone abbandonata von  Niccolò Jommelli  am Theater Basel und Verdis Don Carlos an der Staatsoper Stuttgart.
Im Oktober 2020 wurde sie von Staatssekretärin Andrea Mayer für die Dauer von fünf Jahren zur künstlerischen Leiterin der Wiener Volksoper bestellt. Sie folgte ab der Saison 2022/23 beginnend mit 1. September 2022 Robert Meyer in dieser Funktion nach. Der Findungskommission gehörten Elisabeth Sobotka, Karin Bergmann, der Geschäftsführer der Bundestheater-Holding Christian Kircher und Jürgen Meindl an, für die Position gab es 33 Bewerbungen. Zum Musikdirektor der Volksoper wurde Omer Meir Wellber und als dessen Nachfolger ab 2024 Ben Glassberg bestellt. 2024 wurde ihr Vertrag bis 2032 verlängert.
Beim Festival d’Aix-en-Provence inszenierte sie 2021 Mozarts Le nozze di Figaro. Im August 2022 wurde sie als Nachfolgerin von Elisabeth Sobotka in den Stiftungsrat der Stiftung Oper in Berlin aufgenommen. In dieser Funktion folgte ihr 2024 Nadja Scholz nach. Ihr Regiedebüt an der Volksoper gab sie im Oktober 2022 mit dem Werk Jolanthe und der Nussknacker, bei dem Tschaikowskys Oper Jolanthe und sein Ballett Der Nussknacker zu einer Geschichte verwoben wurden.
Lotte de Beer ist mit dem Dirigenten Steven Sloane verheiratet und hat eine Tochter.

## Auszeichnungen und Nominierungen
- 2015: International Opera Awards 2015 – Auszeichnung in der Kategorie Newcomer (Conductor or Director)[20]
- 2016: Österreichischer Musiktheaterpreis 2016 – Nominierung in der Kategorie Beste Regie für Les pêcheurs de perles am Theater an der Wien[8]
- 2018: Distinguished Artist Award der International Society for the Performing Arts (ISPA)[5]
- 2020: International Opera Awards 2020 – Nominierung in der Kategorie Regie[21][5]
- 2023: International Opera Awards 2023 – Nominierung in der Kategorie Regie[22][23]